# オファント川
オファント川（オファントがわ、Ofanto）は、南イタリアを流れる延長170 kmの河川である。
古代にはギリシア語で蛇を意味する Ωφιδους（Ophidus）を語源とするアウフィドゥス川と呼ばれた。この川はカンパニア州、バジリカータ州、プーリア州を流れ、バルレッタ付近でアドリア海に注ぐ。

## 関連項目

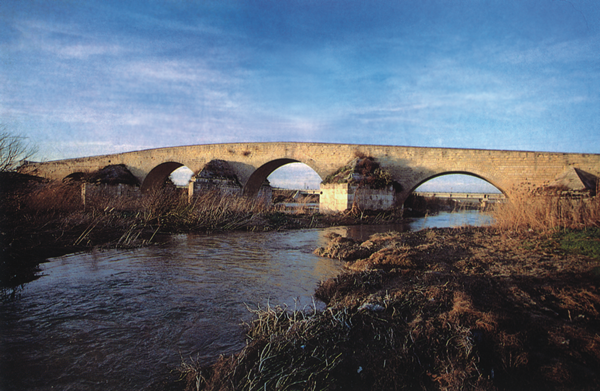
ローマ時代の橋(カノーザ・ディ・プーリア)